# Mionochroma aterrimum
Mionochroma aterrimum là một loài bọ cánh cứng trong họ Cerambycidae.